# Пінхас Лавон
Пі́нхас Лаво́н (12 липня 1904 Копичинці, Тернопільська область, Україна — 24 січня 1976, Тель-Авів) — міністр оборони Ізраїлю в 1954–1955, фігурант гучної справи про тероризм.

## Біографія
Народився в Копичинцях на Тернопіллі. Вивчав право у Львівському університеті, де зорганізував регіональну організацію «Гістадруту» (Єврейського профспілкового конгресу). Відбув у Палестину (британську підмандатну територію) в 1929.
Став лідером «Гістадрут» в 1949 і обіймав цю посаду до 1961. У 1949-1961 був депутатом Кнесету. В 1954–1955 був міністром оборони Ізраїля, але змушений був ганебно залишити цю посаду після звинувачень у причетності до терористичних вибухів у Єгипті. В 1964 році полишив публічну політику внаслідок розходжень з Бен-Гуріоном.

## Справа Лавона

### Операція «Сусанна»
Після Другої світової війни США почали тиснути на Британію з метою демонтажу її колоніальної імперії. Зокрема, США примушували британців відмовитися від контролю над зоною Суецького каналу. Ізраїль категорично заперечував проти виведення британських військ, але дипломатичними шляхами не зміг довести свою точку зору. Тому влітку 1954 начальник ізраїльської військової розвідки «Аман» Бен'ямин Гиблі розпочав операцію «Сусанна». Її метою було проведення диверсійних актів у Єгипті для того, щоби
- покласти провину на «єгипетських екстремістів»,
- звинуватити єгипетський уряд Насера в неспроможності контролювати ситуацію в країні,
- продемонструвати англосаксам нестабільність в Єгипті.

Тоді табір противників виведення військ у Вашингтоні та Лондоні міг би взяти гору.
Ізраїль активізував свою секретну групу 131, складену з єгипетських євреїв — ізраїльських агентів. Її члени були завербовані кілька років перед тим офіцером ізраїльської розвідки Аврамом Даром, який прибув у Каїр під ім'ям Джона Дарлінґа, підданого Великої Британії, резидента Гібралтару. Він набрав групу з єгипетських євреїв, що раніше активно сприяли еміграції та таємним операціям. Група у 1954 здійснила вибухи у поштовому відділенні та бібліотеці американського інформаційного агентства в Каїрі й Александрії. Але згодом єгиптянам вдалося затримати диверсантів на гарячому (з вибуховим пристроєм у кишені).

### Суд
Один обвинувачений був закатований у в'язниці, ще один наклав на себе руки. Суд над рештою терористів тривав з 25 грудня до 11 січня 1955 року. Двох звинувачених (Моше Марзука та Шмуля Азара) засудили до страти на шибениці, двох виправдали, решті присудили великі строки ув'язнення

### Політичні потрясіння
Пінхас Лавон відмовився взяти на себе відповідальність за провал і намагався покласти провину на Бен'ямина Гіблі та Шимона Переса (тоді секретаря військового міністерства). Хоч тоді провину Лавона довести не вдалося, він був змушений піти з посади міністра.
Після появи нових відомостей і свідчень розслідування стало набирати нових обертів. Бен-Гуріон, який змінив Пінхаса Лавона на посаді міністра оборони, сам був змушений піти у відставку, а Лавон був відставлений з «Гістадрута». Під тиском опозиції були проведені нові вибори, які змінили політичний ландшафт Ізраїлю. Але під час цих потрясінь власне операція «Сусанна» жодним чином публічно не згадувалася.
У 2005 Ізраїль визнав свою відповідальність у справі Лавона.

### Наслідки
Операція «Сусанна» та «справа Лавона» мали для Ізраїля катастрофічні наслідки:
- Єгипетський уряд використав їх привід для репресій проти єгипетських євреїв. Після «суецької кризи» в 1958 з країни було вислано 25 000 євреїв, не менше 1000 були ув'язнені.
- Ізраїль втратив частину авторитету в очах Великої Британії та США, для відновлення якого знадобилися роки.
- Практика проведення операцій привела до глибоких підозр в методах розвідувальних служб Ізраїля, таких як агент-провокатор і «удаваний прапор» операції.
- Політичні наслідки призвели до потрясінь в Ізраїлі і справили вплив на уряд.

В березні 2005 президент Моше Кацав публічно привітав бойовиків, що залишилися живими, надавши кожному свідоцтво подяки від держави за його внесок, тим самим скасувавши відмову Ізраїля від відповідальності за «справу Лавона».